# Royal Tunbridge Wells
Royal Tunbridge Wells er en by i Tunbridge Wells-distriktet, Kent, England, med et indbyggertal (pr. 2015) på 59.365. Distriktet har et befolkningstal på 117.069 (pr. 2015). Byen ligger 50 km fra London.